# ويليام فرنسيس ريا
ويليام فرنسيس ريا (بالإنجليزية: William Francis Rhea)‏ هو قاضي ومحامي وسياسي أمريكي، ولد في 20 أبريل 1858 في الولايات المتحدة، وتوفي بنفس المكان في 23 مارس 1931. حزبياً، نشط في الحزب الديمقراطي. انتخب عضو مجلس نواب الولايات المتحدة عن ولاية فرجينيا وانتخب عضو مجلس النواب الأمريكي.